# LaGrange County
LaGrange County ist ein County im Bundesstaat Indiana der Vereinigten Staaten. Der Verwaltungssitz (County Seat) ist LaGrange.

## Geographie
Das County liegt im Nordosten von Indiana, grenzt an Michigan und hat eine Fläche von 1002 Quadratkilometern, wovon 19 Quadratkilometer Wasserfläche sind. Es grenzt im Uhrzeigersinn an folgende Countys: St. Joseph County und Branch County in Michigan, Steuben County, Noble County und Elkhart County.

## Geschichte
LaGrange County wurde am 2. Februar 1832 aus Teilen des Allen County und des Elkhart County gebildet. Benannt wurde es nach der französischen Heimat von General La Fayette, der im Amerikanischen Unabhängigkeitskrieg auf Seiten der Amerikaner gekämpft hat.
7 Bauwerke und Stätten des Countys sind im National Register of Historic Places eingetragen (Stand 2. September 2017).

## Demografische Daten
Nach der Volkszählung im Jahr 2000 lebten im LaGrange County 34.909 Menschen in 11.225 Haushalten und 8.856 Familien. Die Bevölkerungsdichte betrug 36 Einwohner pro Quadratkilometer. Ethnisch betrachtet setzte sich die Bevölkerung zusammen aus 96,74 Prozent Weißen, 0,19 Prozent Afroamerikanern, 0,15 Prozent amerikanischen Ureinwohnern, 0,26 Prozent Asiaten und 1,92 Prozent aus anderen ethnischen Gruppen; 0,74 Prozent stammten von zwei oder mehr Ethnien ab. 3,14 Prozent der Bevölkerung waren spanischer oder lateinamerikanischer Abstammung.
Von den 11.225 Haushalten hatten 40,6 Prozent Kinder unter 18 Jahre, die mit ihnen im Haushalt lebten. 68,2 Prozent waren verheiratete, zusammenlebende Paare, 6,9 Prozent waren allein erziehende Mütter und 21,1 Prozent waren keine Familien. 18,0 Prozent waren Singlehaushalte und in 7,5 Prozent lebten Menschen mit 65 Jahren oder darüber. Die Durchschnittshaushaltsgröße betrug 3,09 und die durchschnittliche Familiengröße lag bei 3,54 Personen.
33,8 Prozent der Bevölkerung waren unter 18 Jahre alt, 10,3 Prozent zwischen 18 und 24, 26,1 Prozent zwischen 25 und 44 Jahre. 19,8 Prozent zwischen 45 und 64 und 10,0 Prozent waren 65 Jahre alt oder älter. Das Durchschnittsalter betrug 30 Jahre. Auf 100 weibliche Personen kamen 102,6 männliche Personen. Auf 100 Frauen im Alter von 18 Jahren und darüber kamen 98,6 Männer.
Das jährliche Durchschnittseinkommen eines Haushalts betrug 42.848 USD, das Durchschnittseinkommen der Familien 46.885 USD. Männer hatten ein Durchschnittseinkommen von 33.872 USD, Frauen 23.395 USD. Das Prokopfeinkommen betrug 16.481 USD. 5,4 Prozent der Familien und 7,7 Prozent der Bevölkerung lebten unterhalb der Armutsgrenze.

## Orte im County
- Beatys Beach
- Brighton
- Brushy Prairie
- Eddy
- Elmira
- Emma
- Gravel Beach
- Greenfield Mills
- Greenwood
- Hartzel
- Honeyville
- Howe
- Indianola
- Lagrange
- Lakeview
- Mongo
- Mount Pisgah
- Ontario
- Plato
- Ramblewood
- Scott
- Seyberts
- Shady Nook
- Shipshewana
- South Milford
- Star Mill
- Stony Creek
- Stroh
- Timberhurst
- Topeka
- Valentine
- Webers Landing
- Witmer Manor
- Wolcottville
- Woodland Park
- Woodruff

Townships
- Bloomfield Township
- Clay Township
- Clearspring Township
- Eden Township
- Greenfield Township
- Johnson Township
- Lima Township
- Milford Township
- Newbury Township
- Springfield Township
- Van Buren Township